# Kummerow
Kummerow es una localidad ubicada en el municipio de Niepars, en el distrito de Pomerania Occidental-Rügen, estado de Mecklemburgo-Pomerania Occidental (Alemania).
Fue un municipio independiente hasta el 26 de mayo de 2019.